# آلودگی حرارتی

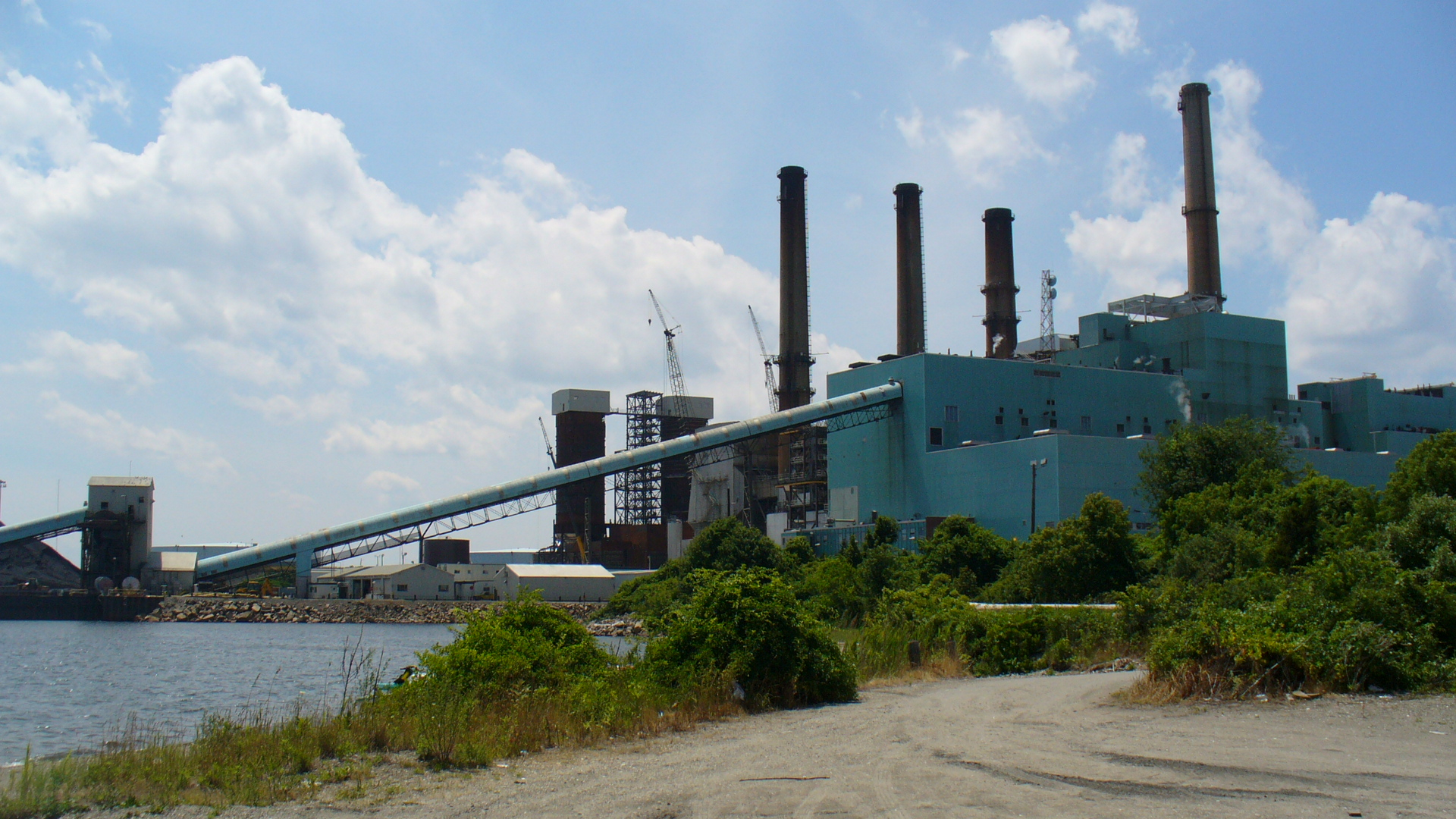
نیروگاه برق پوینت پاور واقع در ماساچوست آب گرم شده را به خلیج ماونت هوپ تخلیه می‌کرد. این نیروگاه در ژوئن ۲۰۱۷ تعطیل شد.

آلودگی حرارتی  (به انگلیسی: Thermal pollution) عبارت است از کاهش کیفیت آب از طریق هر فرایندی که منجر به تغییر دمای محیطی آب شود.
در نیروگاه‌های تولید برق، صنایع و کارخانجات از آب برای کاهش دمای تجهیزات و ماشین‌آلات استفاده می‌شود. این امر منجر به تغییر دمای آب می‌شود که با ورود مجدد به محیط، دمایی بالاتر از دمای اکوسیستم دارد. با افزایش دمای آب، میزان اکسیژن محلول در آن کاهش می‌یابد و از این طریق بر کل اکوسیستم که این آب در آن وارد شده‌است تأثیر می‌گذارد. تخلیه روان آبها و فاضلاب‌های شهری که در منابع سطحی آب تخلیه می‌شوند نیز می‌تواند منجر به افزایش دمای آب شود.
نیروگاه‌های برق سهم زیادی در آلودگی گرمایی آب دارند. زمانی که این واحدها شروع به فعالیت می‌کنند یا فعالیتشان متوقف می‌شود، طیف گسترده‌ای از ماهی‌ها و موجودات آبزی اکوسیستم اطراف آن (محل تخلیه آب نیروگاه برق) که با یک محدوده دمایی مشخص سازگار شده‌اند، از بین می‌روند. دلیل این امر تغییر ناگهانی در دمای آب است که از آن به شوک دمایی یاد می‌شود.

## تأثیرات آلودگی گرمایی بر زیست‌بوم

### آب گرم
افزایش دمای آب منجر به کاهش محتوای اکسیژن محلول در آب می‌شود. این تغییرات باعث آسیب ماهی‌ها، دوزیستان و سایر موجودات آبزی می‌شود. همچنین آلودگی گرمایی منجر به ایجاد برخی تغییرات متابولیکی در موجودات آبزی می‌گردد. افزایش سرعت متابولیسم سلولی همانند فعالیت آنزیمی از جمله این تغییرات است که نتیجه آن افزایش میزان مصرف غذا در این موجودات نسبت به قبل از تغییرات ایجاد شده در دمای آب است. افزایش سرعت متابولیکی منجر به کاهش منابع در دسترس می‌شود و در این شرایط سازگاری به دمای بالاتر برای موجودات آبزی یک مزیت محسوب می‌شود. با این تغییرات در زیست‌بوم، زنجیره غذایی جدیدی شکل می‌گیر. د هرچند ممکن است که برخی گونه‌های آبزیان در برابر جریان تفکیک‌کننده موجودات، مقاومت کنند، اما در نهایت تنوع زیستی در این مکان کاهش می‌یابد.
افزایش دمای آب منجر به کاهش اکسیژن در آب‌های عمیق‌تر می‌شود. اگر میزان غذای مورد نیاز باکتری‌ها نیز به میزان کافی در دسترس باشد، شرایط برای رشد انواع بی‌هوازی این ریزموجودات مهیا می‌شود. تعدادی از موجودات آبزی نیز در دمای بالای محیط قادر به بازیابی توازن جمعیتی خود نیستند. تولیدکنندگان ابتدایی در زنجیره غذایی نیز تحت تأثیر دمای آب قرار می‌گیرند. چون در این شرایط رشد گیاهان دریایی افزایش می‌یابد و از میزان طول عمر گونه‌های آبزی کاسته می‌شود.
تغییر در دمای آب حتی به میزان یک تا دو درجهسانتی‌گراد نیز می‌تواند منجر به تغییرات زیادی در فعالیت متابولیکی سلولی شود. تغییرات عمده سلولی شامل این موارد است: کاهش نفوذپذیری مورد نیاز برای فرایند اسمز در غشای سلول، ایجاد تجمعات پروتئین‌های سلول و تغییر در متابولیسم آنزیمی. این تغییرات بر مرگ و میر و تولیدمثل این موجودات تأثیر می‌گذارد.
آنزیم‌ها دارای ساختار پروتئینی هستند. افزایش بیش از حد در دمای آب منجر به تغییر در ساختار چهارم پروتئین‌ها می‌گردد. در دماهای بالا پیوند بین هیدروژن و گروهای گوگرد دار شکسته شده و ساختار آنزیم‌های تأثیرگذار در حفظ حیات سلولی تغییر کرده و کارایی خود را از دست می‌دهند. تغییر در آنزیم‌ها مشکلاتی از قبیل عدم توانایی سلول در شکستن مواد مغذی ایجاد می‌کند؛ بنابراین حتی با وجود منابع غذایی، موجودات آبزی دچار سوء تغذیه می‌شوند.
در موارد محدود، گرم شدن آب می‌تواند تأثیرات مطلوبی بر زیست‌بوم داشته باشد. این موارد بیشتر در آب‌های فصلی و تحت عنوان غنی‌سازی گرمایی شناخته می‌شود. به عنوان مثال گاو دریایی در زمستان در محل‌های تخلیه آب گرم بهتر می‌تواند به زندگی خود ادامه دهد و متخصصان معتقد هستند که با حذف این آب‌های گرم در زمستان از جمعیت این جانداران کاسته می‌شود.

### آب سرد
ورود آب سرد به یک رودخانه منجر به تغییر محسوسی در جمعیت ماهیان و بی‌مهرگان آن زیست‌بوم می‌شود؛ مثلاً در جایی که رودخانه‌ها آب گرمی دارند با ورود و اختلاط آب آن‌ها با آب پشت سد، برخی گونه‌های ماهیان حذف شدند و برخی از بی‌مهرگان تغییر می‌کنند.

## فاضلاب صنعتی
در آمریکا ۷۵ تا ۸۲٪ درصد آلودگی آبی از نیروگاه‌های برق ناشی می‌شود. منابع دیگر آلودگی گرمایی از صنعت ناشی می‌شود، مانند پالایشگاه‌ها، کارخانجات کاغذسازی، کارخانجات مواد شیمیایی و کارخانجات ذوب آهن. آب گرم شده این منابع را می‌توان از راه‌های زیر کنترل کرد:
- حوضچه‌های خنک‌کننده که ساخته دست بشر است و در این مکان، آب گرم از طریق جابجایی، هدایت و تشعشع گرمای خود را به محیط داده و خنک می‌گردد.
- برج‌های خنک‌کننده: در این مکان گرمای آب از طریق تبخیرآب به اتمسفر منتقل می‌شود.
- تبادل گرمایی: در این روش از گرمای آب پسماند کارخانجات برای تأمین انرژی گرمایی خانگی و اهداف صنعتی استفاده می‌شود.

بیشتر کارخانجات تنها از یک روش برای کنترل دمای پساب خود استفاده می‌کنند که کارایی لازم برای خنک کردن پساب خروجی نیز ندارد.

## فاضلاب خانگی
در روزهای گرم سال فاضلاب شهری تأثیر مهمی بر آلودگی گرمایی دارد. امکانات کنترل این روان‌آب‌ها شامل مخازن نگهداری زیستی، ورود این منابع به آبهای زیر زمینی مثل مخازن تصفیه فاضلاب است که نقش مهمی در کاهش اثرات این دسته از منابع آلودگی گرمایی دارد. هرچند که مخازن نگهداری آب نقش کمتری در کاهش پیامدهای این دسته از منابع آلوده‌کننده دارد چرا که نور خورشید قبل از تخلیه این منابع در گرم شدن آن نقش دارد.